# Andrey Perlov
Andrey Borisovich Perlov (em russo: Андрей Борисович Перлов, Novosibirsk, União Soviética, 12 de dezembro de 1961) é um antigo atleta que representou a URSS, a Comunidade de Estados Independentes e a Rússia em provas de marcha atlética.
Foi campeão olímpico de 50 km marcha nos Jogos de Barcelona 1992 com a marca de 3:50:13 h. Foi ainda Campeão Europeu em 1990 e vice-campeão mundial em 1991. 
A nível interno, Perlov foi campeão soviético de 20 km marcha em 1990 e de 50 quilómetros nos anos de 1984, 1985 e 1989. 
Tem como recordes pessoais os seguintes registos:
- 10000m marcha: 40:72.2 m (1980)
- 20 km marcha: 1:18:20 h (1990)
- 50 km marcha: 3:37:41 h (1989)

Esta última marca, que foi recorde mundial ao tempo em que foi estabelecida, ainda hoje constitui a décima melhor marca de todos os tempos.